# ويلفريد ووترز
ويلفريد ووترز (بالإنجليزية: Wilfred Waters)‏ (و. 1923  م) هو راكب دراجة هوائية بريطاني، شارك في الألعاب الأولمبية الصيفية 1948.

## روابط خارجية
- ويلفريد ووترز على موقع أرشيف الدراجات (الإنجليزية)
- ويلفريد ووترز على موقع أوليمبيديا (الإنجليزية)